# El Rengo Crispín
Crispín Sosa Tapia (Izúcar de Matamoros, Puebla, 25 de octubre de 1951-7 de agosto de 1978, Izúcar de Matamoros, Puebla), conocido como el Güilo o el Rengo Crispín, fue un agricultor y bandolero mexicano. Se caracterizó por sus habilidades de evadir a la justicia mexicana, al disfrazarse de sacerdote y de mujer. Considerado un Robin Hood por defender a su pueblo de ataques violentos perpetrados por bandas criminales de la región de la mixteca poblana, salvaguardando su integridad física y cobrar venganza de los ataques perpetrados a su familia, hecho relevante y reconocido por las autoridades principalmente en el Valle de Matamoros y en la región de la Mixteca poblana.
Durante el gobierno de Alfredo Toxqui, fue perseguido por las autoridades por sus acciones criminales y por asesinar a un oficial de la Policía Federal de Caminos.
Se le adjudican más de 50 muertes. Nunca mató por la espalda ni a traición: los hechos ocurrieron en tiroteos, en legítima defensa propia o mayoritariamente en duelos con rivales y contra cuatreros del territorio poblano.

## Primeros años
Nació en el pueblo de San Sebastián Puctla, en el seno de una familia de agricultores de arroz. Hijo tercero de Andrés Sosa y Jovita Tapia. Tuvo 4 hermanos varones y dos hermanas mujeres, vivió una infancia despreocupada durante sus primeros años de vida, en la que destacó por su talento de jinete, actividades de pastoreo y capacidad de llevarse bien con los animales. Demostró gran habilidad para el acarreo de ganado y monta a pelo; en estos eventos nace su apodo al tener un accidente que le marcaría por vida, quedando con una lesión en su pie derecho. Estudió un breve tiempo en la escuela de la iglesia  Santiago Apóstol en Izúcar de Matamoros.

### Familia
En septiembre de 1963, su abuelo Valeriano Sosa, presidente auxiliar de Puctla y presidente de las aguas de riego de Puctla, fue asesinado, lo que generó un gran conflicto de interés para las autoridades del estado y provocó un ola de violencia en Puctla. La familia de Crispín sufre, en esas mismas fechas, otros asesinatos: su padre, Andrés, y sus tíos Cenobio y Bonifacio. Crispín de 12 años de edad en ese momento,  sobrevive a la tragedia de su familia y de la orfandad junto a su madre y hermanos, su primera muerte la realizó 
en  defensa propia, con un rival de su familia; se dice que Crispín acuchilló a su enemigo, el cual se cree que era un  ladronzuelo y que tenía la orden de asesinar a Crispín; este, al darse cuenta, actuó en legítima defensa; esta se considera la primera de sus muertes de la cual las autoridades tienen registro. Años después, mueren sus hermanos en emboscadas: Fidel en Izúcar de Matamoros en el año 1986, Cirilo en Alpoyeca, Guerrero en 1987 y Juan, en Puctla en 1989.

### Vida criminal
A las muertes de su familia, Crispín inicia su vida delictiva. Unos de los rasgos,de Crispín fue que portaba siempre un fusil M1 y en ocasiones usaba un gabán donde escondía su arma, y  manejaba un clásico automóvil Volkswagen Tipo 1 (llamado coloquialmente «vocho», o «escarabajo»). Solía verse en diferentes partes de la Mixteca poblana; los municipios que era visto con frecuencia eran: Atzala, Tlapanalá, Tepeojuma, Acatlán de Osorio, Tehuitzingo, Chinantla, Chietla, Tepexi de Rodríguez, Chila de la Sal, San Juan Epatlán, San Martín Totoltepec, Xochiltepec, Tilapa, Ahuehuetitla, y Piaxtla entre otros, además de rancherías de los mismos municipios. Vivió  un breve tiempo en Alpoyeca, Guerrero, donde las autoridades mostraban respeto por su personalidad. Fue arrestado un breve tiempo, pero se fugó de la cárcel de Izúcar de Matamoros, el cual dejó su proceso legal abierto y pasó a ser fugitivo de las autoridades. A principios de los años 1970, pactó  con las autoridades del estado para dejar de ser perseguido a cambio de apaciguar la tranquilidad de su pueblo,(comúnmente un pueblo sin ley) se consiguió por un tiempo gracias a la influencia de su figura, dándole este suceso  fama a su persona y a su pueblo.

### Asesinato del federal
Un hecho histórico que marcó la vida de Crispín fue en el año 1978, cuando dio muerte a un elemento de la Policía Federal de Caminos: el oficial Salvador Fernández Martínez, en  duelo limpio.
Salvador era un hombre cercano y respetado por el gobernador, y esto volvió al gobierno en contra de Crispín. Salvador quiso aprehenderlo por una supuesta infracción cuando Crispín circulaba en su automóvil en el centro de Izúcar de Matamoros, testigos y medios locales sostuvieron que el federal quería aprehender a Crispín por su influencia y por ser una figura afamada. Después de este hecho, el gobierno estatal y federal inician una persecución mediática contra su persona, dando fin y rompiendo el pacto que tenían tiempo atrás. Tal dimensión alcanzó su fama que el gobierno mexicano llegó a contratar a la (desaparecida) agencia Cámara de Atlixco (donde militaban detectives sicarios y escoltas), además de participar la Policía Judicial y el Ejército Mexicano, para su captura lo cual derivó en su muerte.

## Asesinato
Crispín murió a traición el amanecer del día 7 de agosto del año 1978; un amigo de Crispín, llamado Fortino que era su compadre, había pactado con el gobierno entregar o matar al conocido forajido, el cual cayó en una emboscada (que el gobierno tenía preparada tiempo atrás) en el campo de los arrozales denominado «Huaxiaxtla», ubicado en Puctla, en un enfrentamiento con más de 100 agentes del gobierno.

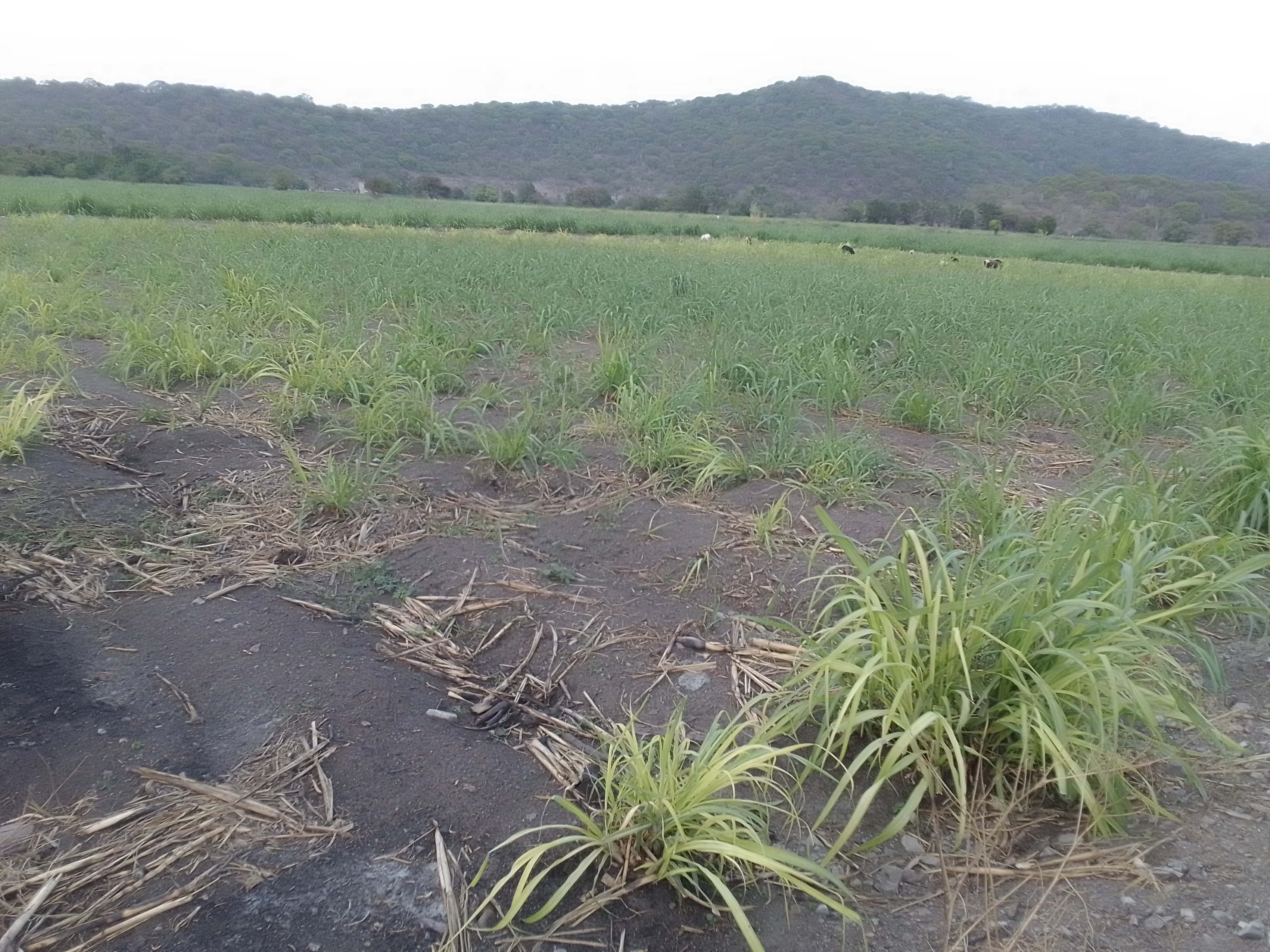
Campo: Huaxiaxtla ubicado en Puctla. Lugar de la emboscada del Güilo.

Durante el enfrentamiento, repelió la agresión hasta acabar las municiones de su fusil M1, matando al hombre que lo traicionó y abatiendo a un agente del gobierno; estas fueron las dos últimas muertes atribuidas al forajido. La muerte de Crispín generó un sinfín de historias en alusión a su muerte, generando un mito.

## En la cultura popular

### Música
La vida de: Crispín Sosa influenció a varias agrupaciones musicales de la región del sur, especialmente a Los Gallitos del Sur, que se dieron a conocer por dedicar corridos en honor de Crispín Sosa, entre los temas: «El Güilo», «Los hermanos Sosa», y «Cirilo Sosa», que fueron un éxito en los años 1980.